# Massognes
Massognes település Franciaországban, Vienne megyében. Lakosainak száma 271 fő (2022. január 1.). Massognes Doux, Craon, Cuhon, Maisonneuve és Vouzailles községekkel határos.

## Népesség
A település népességének változása:
| Lakosok száma | 303  | 308  | 302  | 287  | 276  | 274  | 269  | 269  | 271  |
|               | 2013 | 2015 | 2016 | 2017 | 2018 | 2019 | 2020 | 2021 | 2022 |